# Royal Canin
A Royal Canin é uma empresa multinacional de origem francesa, fabricante e fornecedora de alimentos para gatos e cães. A organização é uma subsidiária da Mars, Incorporated e desenvolve pesquisas sobre as necessidades nutricionais específicas dos cães e gatos. 
A companhia foi fundada pelo médico veterinário francês Jean Cathary, após ele ter tido sucesso tratando uma série de problemas em animais de estimação, alimentando-os com uma dieta à base de cereais que preparava na sua garagem. Ele percebeu que a nutrição era uma parte importante da saúde dos animais. A empresa foi a primeira a fabricar alimentos secos para animais de estimação na França. A produção cresceu de forma contínua e a distribuição expandiu-se ao mercado europeu. 
A unidade brasileira da Royal Canin está instalada em Descalvado, interior de São Paulo, desde 1990.

## História
O cirurgião veterinário francês Jean Cathary possuía uma clínica veterinária numa aldeia da região de Gard, na França, e estava preocupado com o fato de muitos animais de estimação apresentarem uma série de problemas de saúde, especialmente de pele e pelagem. Convencido de que a causa era alimentar, Cathary criou uma receita à base de cereais, que preparou num forno em sua garagem.
A dieta conseguiu aliviar os problemas dos animais de estimação e, em 1968, Cathary registrou o alimento sob a marca "Royal Canin" e encerrou sua clínica veterinária para se concentrar na produção e distribuição do produto. Uma extrusora foi importada dos EUA e a Royal Canin tornou-se o primeiro fabricante de ração seca para animais de companhia na França e a primeira empresa europeia a utilizar uma extrusora.
A produção aumentou exponencialmente e, em 1970, a empresa foi constituída como "Royal Canin S.A."; foi inaugurada uma fábrica maior em Aimargues e iniciada a distribuição em toda a Europa. Foi fundada uma filial na Espanha, a Royal Canin Ibéria. Em março de 1972, Cathary vendeu a empresa ao Grupo Guyomarc'h, uma empresa familiar de porte muito maior, especializada em alimentos para animais domésticos. O período de pertencimento à Guyomarc'h permitiu que a empresa passasse por uma expansão, especialmente na área de pesquisa e desenvolvimento.
Em 1973, um centro dedicado à pesquisa foi aberto em Saint-Nolff, na Bretanha. Até 1982, foram criadas filiais em outros países europeus, incluindo Itália, Suécia, Bélgica, Espanha, Alemanha e Dinamarca. A partir de 1982, a Royal Canin diversificou seu portfólio de produtos, e viu a sua produção quadruplicar para 200 mil toneladas em 10 anos.
O Grupo Guyomarc'h foi adquirido pelo Banco BNP Paribas em 1990. Em 1994, foi nomeado um novo CEO para a Royal Canin, que se concentrou em três pilares: alimentos secos, saúde através da nutrição e especialização em cães.O Banco pretendia vender a Royal Canin, mas foi persuadido a listá-la na bolsa de valores de Paris, o que aconteceu em 1997.
O Banco BNP Paribas vendeu sua participação na empresa à Mars, Incorporated em julho de 2002 por mais de um bilhão e meio de euros. A Royal Canin foi retirada da bolsa de valores após a aquisição pela Mars.
Em 2018, a Royal Canin celebrou o seu 50º aniversário.

## Produtos e serviços
A Royal Canin tem cerca de 260 fórmulas diferentes e comercializadas ao redor do mundo. Os alimentos são desenvolvidos através de pesquisas científicas e o conceito de nutrição sob medida, adaptados a cada animal, e satisfazem as necessidades específicas do cão ou do gato, de acordo com a empresa.
O princípio da Royal Canin é "a saúde dos animais através de uma boa nutrição".

## Alimentos
A Royal Canin produz alimentos secos em grãos e alimentos úmidos em diversas texturas, para animais saudáveis e com algum distúrbio, para diferentes tamanhos, raças, fases da vida, sensibilidades de gatos e cães. 
Em 2023, a Royal Canin lançou no Brasil, a ração Dental Care para gatos, grãos com um formato específico que ajudam a limpar os dentes, além de conter um composto que auxilia na redução da formação de tártaro.

## Dietas veterinárias
A empresa desenvolve várias fórmulas de dieta diferentes, como suporte aos cuidados com a saúde do trato urinário, distúrbios digestivos, cardíacos, renais, dentre outros.
A linha de nutrição veterinária da marca é a mais recomendada pelos médicos-veterinários brasileiros.
Em 2022, a Royal Canin expandiu a sua linha de alimentos hipoalergênicos no Brasil, para gatos e cães com reação alérgica aos alimentos.

## Produto veterinário
O Pill Assist é um produto criado para ajudar os tutores ao medicarem seus pets, camuflando comprimidos e cápsulas. Não é comercializado no Brasil.

## Publicações
Em colaboração com especialistas, a Royal Canin liderou o desenvolvimento de publicações como a Enciclopédia do Cão, a Enciclopédia da Nutrição Clínica Canina, a Enciclopédia do Gato e outros livros, como o Guia de Obstetrícia e Pediatria Felina, desenvolvido por especialistas brasileiros, e o Guia de Cuidados Neonatais e Pediátricos de Gatos e Cães, lançado em 2024.

## Pesquisa e testes de qualidade
A Royal Canin baseia a produção dos seus alimentos na investigação científica e criou o seu primeiro centro de pesquisas em Saint-Nolff em 1973; um segundo centro de pesquisas foi estabelecido no Missouri (EUA) no final dos anos 80.
Daniel Cloche foi um dos cientistas que trabalhou pela primeira vez nas instalações francesas de pesquisa da empresa e foi descrito como "um dos pioneiros na investigação de distúrbios e doenças relacionadas aos ossos, nos cães". O estudo indicava que os problemas ósseos nos cães de grande porte podiam ser de origem alimentar, o que levou ao desenvolvimento de diferentes receitas para tratar especificamente deste problema. Em 1980, a Royal Canin lançou uma nova ração chamada AGR, especialmente para filhotes de cães de raças grandes. Na época, a empresa também se voltou para a produção de alimentos para gatos, de acordo com requisitos dietéticos específicos.
Henri Lagarde foi presidente da empresa durante a década de 1990 e conduziu a implementação de três políticas fundamentais. Em primeiro lugar, a fisiologia e a biologia dos animais de estimação deveriam ser estudadas para aumentar a base de conhecimentos da empresa. Em segundo lugar, todos os produtos tinham de atender a necessidades específicas; isto foi reforçado na área de Pesquisa e Desenvolvimento, que tinha instruções obrigatórias no sentido de que "nenhum veterinário ou universidade deveria ser capaz de refutar qualquer argumento nutricional da Royal Canin". Por último, os animais e as suas necessidades nutricionais deviam ser tratados com "conhecimento e respeito", ao invés de serem humanizados. O tema da empresa passou a ser reconhecido.
Em 2021, a Mars, proprietária da Royal Canin, inaugurou em Mogi Mirim, São Paulo (Brasil), um laboratório de dois mil metros quadrados para testes de qualidade e segurança alimentar, que contou com um investimento de R$ 50 milhões.

## Revistas veterinárias
Com a ajuda de acadêmicos, a empresa produz também enciclopédias sobre raças de cães e gatos, que foram traduzidas em quinze línguas. Existem também livros sobre criação, nutrição e publicações destinadas a criadores e veterinários.
A Royal Canin também publica regularmente o periódico científico chamado FOCUS, que foi distribuído a mais de 70 mil veterinários em todo o mundo em 11 línguas diferentes. A FOCUS chama-se agora Revista Veterinary Focus e oferece artigos científicos de forma online e gratuita.

## Estudos
Em 2012, a Royal Canin realizou um estudo que concluiu que a expectativa de vida dos cães e gatos tinha aumentado nos dez anos anteriores, em parte devido ao progresso da medicina veterinária e da alimentação animal. Outro estudo mostrou que a expectativa de vida continuou aumentando entre 2013 e 2018, mas problemas como obesidade podem diminuir até 2 anos de vida do animal.
Uma pesquisa conduzida pela marca mostrou que 42% dos tutores de gatos adiam consultas veterinárias para evitar estresse ou por não notarem sintomas, levando a Royal Canin a criar uma campanha de conscientização sobre saúde preventiva.

## Parcerias
A Royal Canin patrocina projetos sociais que demonstram a importância do pet na vida das pessoas, buscando realizar ações além da nutrição que criem impacto positivo na sociedade.
Costuma estar presente nos principais congressos e feiras veterinárias, patrocinando palestras para os estudantes e profissionais do setor pet.
Em 2020, a Royal Canin Brasil divulgou seu patrocínio ao Programa Cat Friendly Practice, projeto da Associação Americana de Profissionais em Felinos (AAFP), com o objetivo de compartilhar práticas adequadas durante o atendimento de gatos em clínicas e hospitais veterinários brasileiros, elevando o cuidado e reduzindo o estresse da espécie.
Em 2023, a empresa revitalizou a recepção do Hospital Veterinário da Faculdade de Medicina Veterinária e Zootecnia da Universidade de São Paulo, no Brasil, através de uma parceria, implementando o conceito de clínica Cat Friendly e tornando o atendimento de gatos mais confortável para todos.

## Governança
Desde julho de 2022, Cécile Coutens é a CEO. Substituiu Loïc Moutault e é a primeira mulher à frente da Royal Canin. O presidente da filial brasileira é Pierre Wagner, e o diretor geral na Royal Canin Ibéria é Javier Martinez.
Lista dos CEOs
1972-1994: René Gillain
1994-2004: Henri Lagarde
2004-2007: Alain Guillemin
2007-2014: Jean-Christophe Flatin
2014-2022: Loïc Moutault 
2022-presente: Cécile Coutens

## Fundação Royal Canin
Fundada em 2020, a Fundação Royal Canin visa reforçar o papel positivo que os animais de estimação desempenham na saúde e no bem-estar das pessoas, com temas como a detecção de COVID-19 e câncer, e as crianças com transtornos do espectro autista.

## ESG
O principal compromisso da Royal Canin é ser neutra em carbono nos próximos anos. A empresa teve sua primeira linha de produtos certificada como carbono neutro em 2022.
Suas principais ações com foco em sustentabilidade são: transição para a energia renovável, aquisição de ingredientes sustentáveis, redução de resíduos, aumento da circularidade e implementação de uma transformação empresarial inteligente do ponto de vista climático. Para emissões residuais que a Royal Canin não possa eliminar ou reduzir completamente, a marca investirá em créditos de carbono de alta qualidade, certificados e baseados na remoção.
No Brasil, a fábrica da Royal Canin é aterro zero desde 2015, sendo todos os resíduos reciclados, reutilizados ou compostados, além de possuir uma estação de tratamento de efluentes para tratar 100% dos resíduos produzidos por lá. Atualmente, metade da energia utilizada provém de fontes renováveis.
A agenda global de ESG da companhia é composta por três pilares: pets, pessoas e planeta. Em pets, o foco é promover o bem-estar animal e os benefícios da interação humano-animal, além da criação e guarda responsáveis. No pilar pessoas, a dedicação é para aumentar o impacto social na cadeia de abastecimento, colaborar com o desenvolvimento do ecossistema pet, capacitar e desenvolver seu time interno.

## Eventos
A Royal Canin organiza eventos internacionais relacionados à indústria pet, como o Vet Symposium, destinado a estudantes, enfermeiros e médicos-veterinários, e o PRO Experts Forum, destinado a criadores. No Brasil, os principais eventos proprietários da marca são o Fórum Internacional e o Professional Meeting.

## Controvérsias
Em 2013, um grupo internacional de defesa dos animais acusou a Royal Canin de patrocinar eventos que incluíam rinhas ilegais contra ursos na Ucrânia. A empresa afirmou que acreditava que o evento era uma exposição de cães e se desculpou pela iniciativa, “pois vai contra o respeito aos animais que guia todas as pesquisas e ações da Royal Canin mundialmente”. Em seguida, a organização comprometeu-se a apoiar o resgate dos ursos e iniciou negociações com o grupo para determinar um plano de projeto detalhado. A empresa anunciou que iria financiar a construção de um local para resgate dos ursos e ajudar a promover o bem-estar animal no país.
No mesmo ano, no Brasil, após ativistas resgatarem cães da raça Beagle do Instituto Royal, acusado de maus-tratos aos animais usados em pesquisas e testes de produtos cosméticos e farmacêuticos, a Royal Canin veio a público afirmar que, apesar da similaridade entre os nomes, a empresa não possui nenhuma relação com o instituto.
No segundo semestre de 2013 a empresa foi alvo de um escândalo após troféus com o logotipo da empresa serem entregues a proprietários de cães utilizados em rinhas ilegais contra ursos na Ucrânia. Após o vazamento de imagens na internet, a Royal Canin se pronunciou dizendo que "a empresa pede desculpas pela iniciativa, pois vai contra o desrespeito aos animais que guiam todas as pesquisas e ações da Royal Canin mundialmente".

## Filiais
A Royal Canin está presente em mais de 120 países e sua matriz fica em Aimargues, no sul da França. Existem 16 instalações fabris em todo o mundo, além de Aimargues, Cambrai, no norte da França; Joanesburgo, África do Sul; e González Catán, perto de Buenos Aires, Argentina.
No Brasil, a fábrica da Royal Canin está instalada em Descalvado, no interior de São Paulo, desde 1990, onde também ficam localizados um escritório e um centro logístico. A empresa também possui escritórios em São Paulo e Campinas, e centros de distribuição próprios em Itupeva e Rio de Janeiro.
A filial de Portugal é parte da Royal Canin Ibéria, administrada em conjunto com a da Espanha.
- Aimargues, sudeste da França
- Cambrai, nordeste da França
- Johannesburg, África do Sul
- Rolla, Missouri, USA
- Descalvado, nas proximidades de São Carlos, Brasil[69]
- González Catán, nas proximidades de Buenos Aires, Argentina
- Dimitriov, nas proximidades de Moscou, Rússia
- Castle Cary, nas proximidades de Bristol, Reino Unido